# Episodi di Friends (quinta stagione)
La quinta stagione della sitcom Friends, composta da ventiquattro episodi, è andata in onda negli Stati Uniti dal 24 settembre 1998 al 20 maggio 1999 sul canale NBC.
In Italia è invece stata trasmessa dall'8 febbraio al 20 marzo 2000 su Rai 2.
| nº | Titolo originale                       | Titolo italiano                         | Prima TV USA      | Prima TV Italia  |
| -- | -------------------------------------- | --------------------------------------- | ----------------- | ---------------- |
| 1  | The One After Ross Says Rachel         | Il nome sbagliato                       | 24 settembre 1998 | 8 febbraio 2000  |
| 2  | The One with All the Kissing           | Segreti e baci                          | 1º ottobre 1998   | 10 febbraio 2000 |
| 3  | The One Hundreth                       | Il centesimo episodio                   | 8 ottobre 1998    | 11 febbraio 2000 |
| 4  | The One Where Phoebe Hates PBS         | Esiste l'altruismo?                     | 15 ottobre 1998   | 14 febbraio 2000 |
| 5  | The One with the Kips                  | Un week-end da dimenticare              | 29 ottobre 1998   | 15 febbraio 2000 |
| 6  | The One with the Yeti                  | Gli ordini di Emily                     | 5 novembre 1998   | 17 febbraio 2000 |
| 7  | The One Where Ross Moves In            | Un ospite scomodo                       | 12 novembre 1998  | 18 febbraio 2000 |
| 8  | The One with All the Thanksgivings     | Ricordi di un giorno di festa           | 19 novembre 1998  | 21 febbraio 2000 |
| 9  | The One with Ross's Sandwich           | La rabbia di Ross                       | 10 dicembre 1998  | 22 febbraio 2000 |
| 10 | The One with the Inappropriate Sister  | Amore fraterno                          | 17 dicembre 1998  | 24 febbraio 2000 |
| 11 | The One with All the Resolutions       | Buoni propositi                         | 7 gennaio 1999    | 25 febbraio 2000 |
| 12 | The One with Chandler's Work Laugh     | La risata da lavoro                     | 21 gennaio 1999   | 28 febbraio 2000 |
| 13 | The One with Joey's Bag                | La borsetta di Joey                     | 4 febbraio 1999   | 29 febbraio 2000 |
| 14 | The One Where Everybody Finds Out      | Io so che tu sai che io lo so           | 11 febbraio 1999  | 2 marzo 2000     |
| 15 | The One with the Girl Who Hits Joey    | L'inquilino dell'interno 3B             | 18 febbraio 1999  | 3 marzo 2000     |
| 16 | The One with the Cop                   | Il distintivo da poliziotto             | 25 febbraio 1999  | 6 marzo 2000     |
| 17 | The One with Rachel's Inadvertent Kiss | Un bacio fuori luogo                    | 18 marzo 1999     | 7 marzo 2000     |
| 18 | The One where Rachel Smokes            | Zona fumatori                           | 8 aprile 1999     | 9 marzo 2000     |
| 19 | The One where Ross Can't Flirt         | Pizza a domicilio                       | 22 aprile 1999    | 10 marzo 2000    |
| 20 | The One with the Ride Along            | Giro di pattuglia                       | 29 aprile 1999    | 13 marzo 2000    |
| 21 | The One with the Ball                  | Difficili convivenze                    | 6 maggio 1999     | 14 marzo 2000    |
| 22 | The One with Joey's Big Break          | Una parte per Joey                      | 13 maggio 1999    | 16 marzo 2000    |
| 23 | The One in Vegas (I e II Part)         | Tutti insieme a Las Vegas (1 e 2 parte) | 20 maggio 1999    | 17 marzo 2000    |
| 24 | The One in Vegas (I e II Part)         | Tutti insieme a Las Vegas (1 e 2 parte) | 20 maggio 1999    | 20 marzo 2000    |

## Il nome sbagliato
- Titolo originale: The One After Ross Says Rachel
- Diretto da: Kevin S. Bright
- Scritto da: Seth Kurland

### Trama
Emily è furiosa e Ross cerca di scusarsi. La donna scappa dal ricevimento e il marito corre a cercarla. Chandler e Monica non resistono all'idea di fare l'amore di nuovo, ma non riescono a trovare un posto e pensano di andare nella camera degli sposi contando sul fatto che nessuno la utilizzerà. Qui però compare Ross che, non avendo trovato Emily, sente il bisogno di parlare con qualcuno.

## Segreti e baci
- Titolo originale: The One with All the Kissing
- Diretto da: Gary Halvorson
- Scritto da: Wil Calhoun

### Trama
La relazione segreta tra Monica e Chandler continua all'insaputa di tutti e visto che sia Rachel che Phoebe li vedono baciarsi per ben due volte, Chandler riesce a sviare eventuali sospetti baciando anche loro due subito dopo Monica. Rachel torna dalla Grecia e, nonostante i consigli di Monica, confessa a Ross di amarlo, ma poi si rende conto di quanto sia ridicolo questo sentimento poiché lui è ormai sposato. Phoebe si sente esclusa a causa del viaggio che gli altri hanno fatto a Londra; allora gli amici organizzano un weekend ad Atlantic City, ma alla ragazza si rompono le acque.

## Il centesimo episodio
- Titolo originale: The One Hundredth
- Diretto da: Kevin S. Bright
- Scritto da: David Crane e Marta Kauffman

### Trama
Phoebe sta per partorire e confessa a Rachel di voler tenere uno dei bambini e le chiede di dirlo a Frank. Monica non sa se accettare un invito da un infermiere, ma quando Chandler le dice che tra loro hanno solo giocato, decide di accettare la richiesta di appuntamento scatenando la gelosia dell'amico e capisce così che Chandler tiene davvero a lei. Intanto Joey scopre di avere i calcoli renali. Chandler resta sconvolto quando scopre che il terzo figlio di Frank che doveva chiamarsi come lui sarà una femmina e che Frank ha chiamato lo stesso la bambina come lui.

## Esiste l'altruismo?
- Titolo originale: The One Where Phoebe Hates PBS
- Diretto da: Shelley Jensen
- Scritto da: Michael Curtis

### Trama
Per coprire la sua relazione con Chandler, Monica dice a Rachel che sta uscendo con un collega di lavoro e le confessa che a letto è il migliore con cui sia stata. Chandler inizia a pavoneggiarsi per questo motivo e Monica si irrita. Chandler, per farsi perdonare, le rivela che è solo grazie a lei se è diventato così bravo a fare sesso. Intanto Joey partecipa a un telethon per la PBS, emittente che Phoebe odia, ed inizia con lei una discussione riguardo all'esistenza di azioni veramente altruiste. Ross riesce a mettersi in contatto con Emily che accetta di perdonarlo e venire a vivere a New York a condizione che lui non veda mai più Rachel.

## Un weekend da dimenticare
- Titolo originale: The One with the Kips
- Diretto da: Dana DeValley Piazza
- Scritto da: Scott Silveri

### Trama
Monica e Chandler decidono di andare fuori per il weekend per stare insieme da soli, ma la vacanza va male e i due litigano. Ross deve dire a Rachel che non la potrà più vedere poiché Emily sta arrivando da Londra, ma alcune difficoltà lo impediscono. Joey riesce a intuire che tra Chandler e Monica c'è qualcosa, ma promette di mantenere il segreto. Quando finalmente Ross dice a Rachel che non la incontrerà più, lei ha paura che sarà esclusa dal gruppo di amici.

## Gli ordini di Emily
- Titolo originale: The One with the Yeti
- Diretto da: Gary Halvorson
- Scritto da: Alexa Junge

### Trama
Emily pretende che Ross si sbarazzi di tutto ciò che è stato in contatto con Rachel e anche che cambi casa. Gli amici non vedono di buon occhio l'invadenza di Emily, ma decidono di non dire niente a Ross. Joey, però, esasperato dice tutto all'amico che alla fine capisce e parla con Emily. Quest'ultima comprende che non potrà mai fidarsi di Ross e pone fine al loro matrimonio. Intanto Rachel esce con Danny, un vicino appena tornato dopo essere stato sulle Ande.

## Un ospite scomodo
- Titolo originale: The One Where Ross Moves In
- Diretto da: Gary Halvorson
- Scritto da: Gigi McCreery e Perry Rein

### Trama
Ross si trova senza casa e quindi Chandler e Joey gli offrono ospitalità nel loro appartamento. L'amico, però, si mostra un ospite davvero fastidioso e i due coinquilini decidono di mandarlo via, trovandogli un altro appartamento. Rachel è infastidita dal fatto che Danny non l'abbia più richiamata. Intanto Phoebe inizia ad uscire con un ispettore sanitario che fa chiudere per scarsa igiene ogni locale dove vanno a mangiare.

## Ricordi di un giorno di festa
- Titolo originale: The One with All the Thanksgivings
- Diretto da: Kevin S. Bright
- Scritto da: Gregory S. Malins

### Trama
Appena finita la cena del Ringraziamento, festività che Chandler odia poiché i suoi genitori gli hanno comunicato il loro divorzio in quella data, Ross dice che quello che sta vivendo è il peggiore della sua vita a causa del divorzio e dello sfratto. Così gli altri amici raccontano il loro peggior giorno del Ringraziamento, come quello in cui si sono conosciuti Chandler e Monica. La prima volta che Chandler festeggiò il Ringraziamento a casa di Ross e conobbe Monica, lei si invaghì di lui che, parlando con Ross, la definì "balena". Fu questa la ragione che spinse Monica a dimagrire e l'anno dopo, diventata molto più magra e attraente agli occhi di Chandler, cerca di sedurlo per umiliarlo, ma finisce col tagliare per sbaglio la punta del mignolo del piede di Chandler, per poi non riuscire a portare in ospedale il pezzo di dito in tempo e costringendo Chandler a stare senza una parte di dito per il resto della vita. Saputo questo, Chandler si arrabbia perché il Ringraziamento non fa che portargli cose brutte. Monica si infila un tacchino in testa per farlo ridere e farsi perdonare ma, nel pieno della risata, Chandler le confessa di amarla senza neanche accorgersene e resta sconvolto.

## La rabbia di Ross
- Titolo originale: The One with Ross's Sandwich
- Diretto da: Gary Halvorson
- Scritto da: Ted Cohen e Andrew Reich

### Trama
Ross è molto stressato a causa del divorzio e, quando il suo capo gli ruba il pranzo, il "panino del Ringraziamento", si infuria terribilmente e viene costretto a prendersi un mese sabbatico. Joey continua a coprire la relazione segreta tra Chandler e Monica finendo per sembrare un pervertito. Phoebe inizia a seguire un corso di letteratura, ma quando inizia a venire anche Rachel la situazione si complica, poiché lei non legge niente e si fa spiegare tutto da Phoebe. Alla fine, stanco di passare per un maniaco, Joey dice a tutti di essere andato a letto con Monica a Londra e che da allora lei lo perseguita perché la cosa accada di nuovo, riversando su di lei tutte le accuse di perversione, che lei non nega per non svelare la relazione con Chandler.

## Amore fraterno
- Titolo originale: The One with the Inappropriate Sister
- Diretto da: Dana DeValley Piazza
- Scritto da: Shana Goldberg-Meehan

### Trama
Ross si annoia a stare a casa tutto il giorno e decide di aiutare Joey che vuole dare una svolta alla sua carriera, ma Chandler continua a distrarlo. Phoebe decide di raccogliere offerte per Natale, ma i passanti la trattano male e lei, alla fine, decide di fare altrettanto. Rachel inizia ad uscire con Danny, che però ha una sorella troppo "affettuosa".

## Buoni propositi
- Titolo originale: The One with All the Resolutions
- Diretto da: Joe Regalbuto
- Scritto da: Brian Boyle e Suzie Villandry

### Trama
A Capodanno tutti i ragazzi fanno dei buoni propositi per il nuovo anno. Ross promette di fare ogni giorno qualcosa che non ha mai fatto prima, Phoebe promette di pilotare un jet, Chandler di non prendere in giro gli amici per una settimana, Joey di imparare a suonare la chitarra, Rachel di non fare pettegolezzi e Monica di fare più foto. Phoebe dà lezioni di chitarra a Joey, con un metodo molto singolare. Rachel scopre per caso la relazione tra Monica e Chandler quando alza la cornetta del telefono e sente i due parlare in maniera esplicita di una relazione fisica tra loro. Rachel vuole rivelarlo a Joey, ma visto che lui non vuole sentire altri segreti le dice di non volerlo sapere, così Rachel intuisce che lui potrebbe già sapere tutto. Alla fine Joey si rende conto che Rachel sa di Chandler e Monica ed è felice perché finalmente non deve più mantenere il segreto da solo, mentre Rachel è ancora scioccata.

## La risata da lavoro
- Titolo originale: The One with Chandler's Work Laugh
- Diretto da: Kevin S. Bright
- Scritto da: Alicia Sky Varinaitis

### Trama
Dopo aver scoperto la relazione tra Chandler e Monica, Rachel cerca di avere più informazioni e di far confessare l'amica. I due, intanto, iniziano a uscire con il capo di Chandler e sua moglie, ma Monica è infastidita dal servilismo di Chandler e dalla sua "risata da lavoro". Ross scopre che Emily sta per risposarsi e inizia ad uscire con Janice, la fastidiosa ex di Chandler. Alla fine, però, anche Janice lo scarica perché, persino a lei, Ross risulta una vera lagna, dal momento che non fa altro che lamentarsi della sua vita.

## La borsetta di Joey
- Titolo originale: The One with Joey's Bag
- Diretto da: Gail Mancuso
- Scritto da: Michael Mancuso e Seth Kurland

### Trama
Monica si crede bravissima a fare massaggi, ma Chandler non riesce a confessarle che non è così. Alla fine Phoebe le rivela la verità e lei si arrabbia con Chandler per averle mentito. I due litigano, ma riescono a riappacificarsi. Rachel vuole aiutare Joey a rifarsi il look per un provino e l'amico si "innamora" di una borsa da uomo che inizia a portare ovunque. Quando non ottiene la parte, i suoi amici lo convincono a restituire la borsa, ritenuta da loro femminile. La nonna di Phoebe muore e al suo funerale la ragazza incontra il padre che l'ha abbandonata da bambina. Grazie ad un trucco, riesce ad incontrare il padre al Central Perk, il quale alla fine scopre che sua moglie si suicidò 17 anni prima e si scusa con Phoebe per averla abbandonata.

## Io so che tu sai che io lo so
- Titolo originale: The One Where Everybody Finds Out
- Diretto da: Michael Lembeck
- Scritto da: Alexa Junge

### Trama
L'uomo nudo sta per trasferirsi e Ross decide di prendere in affitto quell'appartamento, ma anche molte altre persone sono interessate. Mentre si trova lì Phoebe, vedendoli attraverso la finestra in atteggiamenti intimi, scopre la relazione tra Chandler e Monica. Insieme con Rachel decide di prendersi gioco della coppietta per indurli a confessare. Alla fine, messo alle strette, Chandler rivela a Phoebe e Rachel di amare Monica e lei ammette di ricambiarlo. Joey è felice perché finalmente non devono più mantenere segreti, ma Monica e Chandler smorzano il suo entusiasmo quando chiedono loro di non dire niente a Ross per il momento. Ross viene finalmente invitato a tornare a lavorare al museo ma, mentre parla col suo capo, vede Monica e Chandler baciarsi dalla finestra.

## L'inquilino dell'interno 3B
- Titolo originale: The One with the Girl Who Hits Joey
- Diretto da: Kevin S. Bright
- Scritto da: Adam Chase

### Trama
Ross è alle prese con il suo nuovo appartamento, ma come i ragazzi potevano vedere "l'uomo nudo" che viveva lì, Ross riesce a vedere nell'appartamento degli amici e vede la sorella e Chandler baciarsi. Quando scopre che i due si amano, Ross accetta felicemente la relazione tra Chandler e Monica. Joey inizia ad uscire con una ragazza che lo colpisce con dei pugnetti molto dolorosi e gli amici lo prendono in giro. Quando Joey decide di scaricarla è presente anche Rachel e quando la ragazza dà anche a lei dei pugnetti, Rachel si rende conto che fanno davvero male e finisce per tirarle un calcio. Visto che Joey non la difende, la ragazza lo lascia e Joey ringrazia Rachel per avergli evitato il problema. Ross è mal visto dai suoi vicini di casa poiché non ha voluto contribuire ad una festa e Phoebe peggiora la situazione. Chandler è spaventato dall'idea che la sua relazione con Monica diventi troppo impegnativa.

## Il distintivo da poliziotto
- Titolo originale: The One with the cop
- Diretto da: Andrew Tsao
- Scritto da: Alicia Sky Varinaitis, Gigi McCreery e Perry Rein

### Trama
Joey sogna di essere fidanzato con Monica e pensa di essersi innamorato di lei, ma Chandler gli fa capire che, in realtà, vorrebbe solo una relazione come la loro. Al Central Perk, Phoebe trova un distintivo da poliziotto con cui cerca di fare "giustizia". Rachel sta aiutando Ross a comprare un nuovo divano. Dopo averne trovato uno che gli piace, rinuncia alle spese di spedizione facendosi aiutare da lei a portarlo per i tre isolati fino al suo appartamento, ma avranno delle difficoltà.
● Guest Star: Michael Rapaport (Gary)

## Un bacio fuori luogo
- Titolo originale: The One with Rachel's Inadvertent Kiss
- Diretto da: Shelley Jensen
- Scritto da: Andrew Reich e Ted Cohen

### Trama
Rachel ottiene un colloquio di lavoro con un'importante ditta di moda ma a causa di un errore bacia il suo interlocutore. Joey si invaghisce di una ragazza che abita nel palazzo dove Ross si è trasferito e che lo saluta dalla finestra, ma non riesce a capire a che piano abiti. Monica inizia una gara con Phoebe e il suo nuovo ragazzo per dimostrare come lei e Chandler siano la coppia più focosa trascinandolo a fare sesso sempre più spesso.
● Guest Star: Michael Rapaport (Gary)

## Zona fumatori
- Titolo originale: The One where Rachel Smokes
- Diretto da: Todd Holland
- Scritto da: Michael Curtis

### Trama
Il piccolo Ben fa un'audizione per recitare in uno spot pubblicitario e Joey fa lo stesso provino per la parte del padre. Phoebe e Monica vogliono organizzare una festa a sorpresa per Rachel ma Monica prende tutte le decisioni da sola lasciando all'amica l'incarico di occuparsi solo dei bicchieri e del ghiaccio. Nel suo nuovo ufficio tutti fumano e Rachel per partecipare alle discussioni con le colleghe inizia a fare lo stesso.

## Pizza a domicilio
- Titolo originale: The One where Ross Can't Flirt
- Diretto da: Gail Mancuso
- Scritto da: Doty Abrams

### Trama
È l'anniversario di Monica e Chandler e i due discutono sulla possibilità di flirtare con altre persone. Phoebe e Rachel non riescono a trovare uno degli orecchini di Monica e lo cercano disperatamente. A Ross piace la ragazza che consegna le pizze a domicilio, ma non sa corteggiarla. Joey invita sua nonna a casa per farle assistere alla sua partecipazione a una serie televisiva.

## Giro di pattuglia
- Titolo originale: The One with the Ride Along
- Diretto da: Gary Halvorson
- Scritto da: Shana Goldberg-Meehan e Seth Kurland

### Trama
Joey, Chandler e Ross fanno un giro con il nuovo ragazzo di Phoebe, Gary, sulla sua auto della polizia. Quando sentono il rumore di uno sparo Joey si lancia su Ross come per salvarlo. Intanto Rachel va a casa di Ross mentre lui non c'è per prendere alcune cose e sente un messaggio lasciato da Emily in segreteria. L'ex moglie di Ross gli comunica che non è sicura di volersi risposare con un altro e che desidera parlagli riguardo al loro rapporto.
● Guest Star: Michael Rapaport (Gary)

## Difficili convivenze
- Titolo originale: The One with the Ball
- Diretto da: Gary Halvorson
- Scritto da: Scott Silveri e Gregory S. Malins

### Trama
Gary confida a Monica che vuole chiedere a Phoebe di andare a vivere con lui. Phoebe non sa se accettare o meno perché si frequentano da troppo poco tempo, Chandler allora prova a dissuaderlo. Ross e Joey giocano a lanciarsi una palla e poiché riescono a non farla cadere decidono di continuare per più tempo possibile e alla fine si unisce Monica che porta la cosa avanti per ore ed ore. Rachel compra uno Sphynx pagandolo ben 1000 dollari, pentendosene poco dopo in quanto il gatto è intrattabile. Phoebe decide infine di andare a vivere con Gary, ma mentre sono a letto quest'ultimo spara ad un uccellino fuori dalla finestra e Phoebe lo lascia.
● Guest Star: Michael Rapaport (Gary)

## Una parte per Joey
- Titolo originale: The One with Joey's Big Break
- Diretto da: Gary Halvorson
- Scritto da: Shana Goldberg-Meehan e Wil Calhoun

### Trama
Rachel avrebbe bisogno di un oculista, ma ha la fobia di farsi toccare gli occhi. Phoebe ce l'ha con Ross. Joey deve fare la parte del protagonista in un film vicino a Las Vegas e vuole portare anche Chandler, così possono andare col taxi della nonna morta di Phoebe. Purtroppo, durante il viaggio, i due litigano e Joey lascia l'amico sul ponte Washington. Arrivato nel deserto, allestito come set, Joey scopre che le riprese sono saltate per mancanza di budget ed accetta un lavoro come centurione al Caesars Palace, a Las Vegas.

## Tutti insieme a Las Vegas (1ª parte)
- Titolo originale: The One in Vegas (Part I)
- Diretto da: Kevin S. Bright
- Scritto da: Ted Cohen e Andrew Reich

### Trama
Gli amici decidono di fare una sorpresa a Joey, che aveva detto loro di trovarsi a Las Vegas per girare un film, andando tutti in vacanza in Nevada; una volta sul posto, scoprono però che l'amico sta invece lavorando come figurante in uno dei casinò, causa problemi finanziari della sua produzione. Monica e Chandler colgono l'occasione per festeggiare il loro primo anniversario: tuttavia, la ragazza tiene inizialmente nascosto al fidanzato di aver incontrato il suo ex Richard, cosa che, quando viene fuori, turba non poco Chandler. Ross e Rachel, causa impegni, partono assieme qualche giorno più tardi, ma il loro viaggio si rivela abbastanza problematico causa un imbarazzante fraintendimento capitato loro la notte prima: Rachel dopo una chiacchierata con Phoebe sulle abitudini domestiche, ha provato a girare nuda per casa (cosa che non aveva mai fatto), sfortunatamente Ross l'ha vista dal suo appartamento e si precipita da lei, convinto che la ragazza lo avesse fatto apposta per sedurlo.

## Tutti insieme a Las Vegas (2ª parte)
- Titolo originale: The One in Vegas (Part II)
- Diretto da: Kevin S. Bright
- Scritto da: Gregory S. Malins e Scott Silveri

### Trama

Ross e Rachel, ubriachi, finiscono per sposarsi a Las Vegas.

Una volta che il gruppo si è riunito a Las Vegas, Phoebe si mette in competizione alle macchinette con un'anziana quanto tosta signora, mentre Joey scopre un suo fantomatico "gemello identico di mani" e s'ingegna per provare a far soldi con la cosa. Chandler e Monica, dopo essersi riappacificati, contemplano di fare una follia e sposarsi all'istante, ma desistono dopo aver visto Ross e Rachel, completamente ubriachi, uscire marito e moglie dalla cappella nuziale.